# Barbara Stizzoli
Barbrara Stizzoli (Tolmezzo, 29 maggio 1969) è un'ex tiratrice a segno italiana.

## Biografia
Nata a Tolmezzo, in provincia di Udine, nel 1969, a 27 anni ha partecipato ai Giochi olimpici di Atlanta 1996, nelle gare di pistola 10 metri aria compressa e pistola 25 metri. In tutte e due è arrivata ventitreesima, nel primo caso con 376 punti, nel secondo con 573. In nessuno dei due casi è riuscita ad accedere alla finale, riservata alle prime 8. 